# Detlev von Bülow

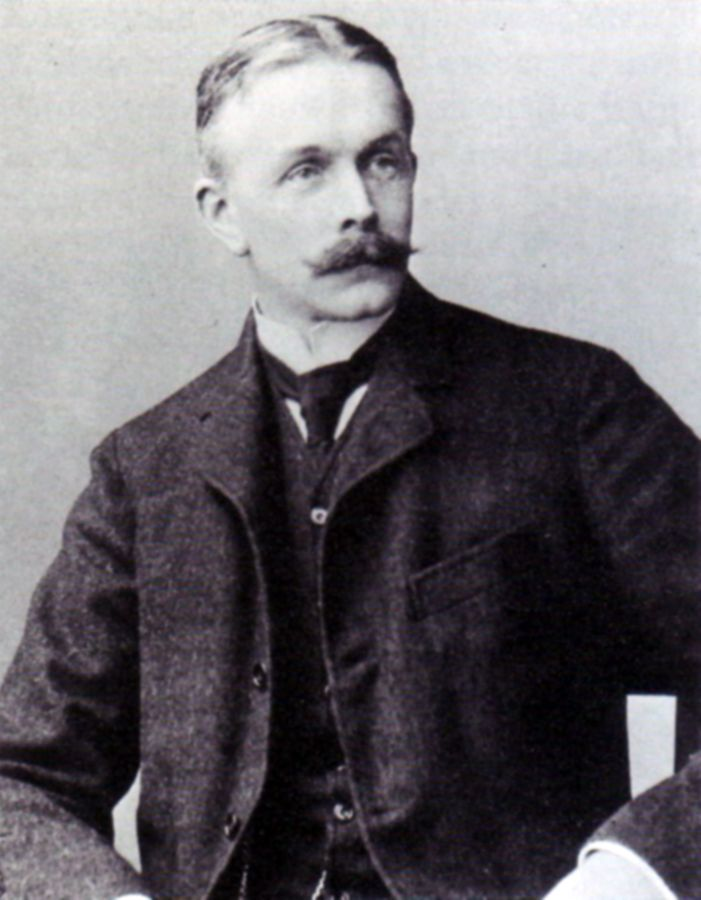
Detlev von Bülow

Detlev Wilhelm Theodor von Bülow (* 16. April 1854 in Schwerin; † 11. Februar 1926 in Bad Wildungen) war ein deutscher Verwaltungsjurist. Als Mitglied der Freikonservativen Partei vertrat er seit 1889 den Kreis Stormarn im Preußischen Landtag. Von 1907 bis 1914 war er Oberpräsident der Provinz Schleswig-Holstein.

## Leben
Detlev von Bülow war der Sohn des Großherzoglich-Mecklenburgischen Kammerherrn Friedrich Gustav von Bülow (1817–1893), Gutsherr auf Bothkamp und Bossee (Gemeinde Westensee), und der Gräfin Thekla Holstein. Er besuchte das Alte Gymnasium (Flensburg). Nach dem Abitur begann er an der Rheinischen Friedrich-Wilhelms-Universität Bonn Rechtswissenschaft zu studieren. 1876 wurde er im Corps Borussia Bonn aktiv. Als Inaktiver wechselte er an die Universität Leipzig, die Ruprecht-Karls-Universität Heidelberg, die Friedrich-Wilhelms-Universität Berlin und die Christian-Albrechts-Universität zu Kiel.
Nach dem Studium war er Gerichtsreferendar beim Oberlandesgericht Frankfurt a/O. und Regierungsassessor in Potsdam. Als Regierungsassessor kehrte er 1885 in seine Heimat Schleswig-Holstein zurück. Im Mai 1887 wurde er zum Landrat des Kreises Stormarn ernannt. Im Juli 1894 legte er sein Amt nieder, um sein ererbtes Fideikommiss Bossee zu verwalten. 1907 wurde er Oberpräsident der Provinz Schleswig-Holstein, womit er Kurt von Dewitz ablöste. Am 30. September 1914 legte er sein Amt nieder.
Bülow heiratete am 18. August 1888 auf Gut Eschelsmark (heute Ortsteil von Kosel) Magna Bertha Jenny von Wedderkop (* 16. April 1867 auf Gut Eschelsmark; † 14. Oktober 1947 auf Gut Bossee), die Tochter des Kammerherrn Friedrich Ludwig Wilhelm von Wedderkop, Gutsherr auf Eschelmark, und der Marianne von Hildebrandt. Das Paar bekam drei Töchter und einen Sohn.
Im Jahr 1889 wurde er als Abgeordneter des Wahlkreises Schleswig-Holstein 16 (Stormarn) in das Preußische Abgeordnetenhaus gewählt, dem er bis zum 21. Februar 1907 angehörte. Nach dem Jahrbuch des Vermögens und Einkommens der Millionäre von 1912 hatte von Bülow ein Vermögen von 3 bis 4 Mio. Mark.
Bülow war seit 1916 unter anderem Ehrenbürger der Stadt Friedrichstadt im westlichen Schleswig-Holstein, da er sich in seiner Zeit als Oberpräsident entschieden für eine Eiderbrücke in der Stadt einsetzte. Er war außerdem königlich preußischer Kammerherr, Wirklicher Geheimer Rat und Ehrenritter des Johanniterordens.
Seine Tochter Thekla Marianne Wilhelmine von Bülow heiratete 1919 Max Georg von Köller. Nach Scheidung 1920 heiratete sie 1921 Rickmann von Platen.